# Spaelotis stotzneri
Spaelotis stotzneri är en fjärilsart som beskrevs av Corti 1928. Spaelotis stotzneri ingår i släktet Spaelotis och familjen nattflyn. Inga underarter finns listade i Catalogue of Life.